# روژدستونکا (باشقیرستان)
روژدستونکا (انگلیسی: Rozhdestvenka, Republic of Bashkortostan) یک شهرک در شهرستان شارانسکی استان باشقیرستان کشور روسیه است.